# ۱۴۰۴ (قمری)
۱۴۰۴ (قمری)، هزار و چهارصد و چهارمین سال در گاهشماری هجری قمری است. اول محرم این سال برابر با هشتم اکتبر سال ۱۹۸۳ میلادی است.